# Unione Sportiva Mestrina 1951-1952
Questa voce raccoglie le informazioni riguardanti l'Unione Sportiva Mestrina nelle competizioni ufficiali della stagione 1951-1952.

## Rosa
| N. |                   | Ruolo | Calciatore        |
| -- | ----------------- | ----- | ----------------- |
|    | Italia (bandiera) | A     | Elio Ardit        |
|    | Italia (bandiera) | D     | Elio Borsetto     |
|    | Italia (bandiera) | C     | Ugo Callegari     |
|    | Italia (bandiera) | C     | Vito Caon         |
|    | Italia (bandiera) | A     | Ivano Cesaro      |
|    | Italia (bandiera) | C     | A. Del Maschio    |
|    | Italia (bandiera) | C     | M. De Carlo       |
|    | Italia (bandiera) | C     | Tiziano D'Orlando |

| N. |                   | Ruolo | Calciatore       |
| -- | ----------------- | ----- | ---------------- |
|    | Italia (bandiera) | D     | L. Ghirardelli   |
|    | Italia (bandiera) | P     | E. Marastoni     |
|    | Italia (bandiera) | D     | I. Niero         |
|    | Italia (bandiera) | A     | G. Ongaro        |
|    | Italia (bandiera) | A     | Patergnani       |
|    | Italia (bandiera) | P     | Antonio Pin      |
|    | Italia (bandiera) | A     | Arnaldo Saro     |
|    | Italia (bandiera) | C     | Franco Sclausero |